# Sant Quirze de Besora
Sant Quirze de Besora (spanisch San Quirico de Besora) ist eine katalanische Gemeinde (Municipio) mit 2.127 Einwohnern (Stand: 2024) in der Provinz Barcelona im Nordosten Spaniens. Während des Bürgerkrieges hieß die Gemeinde Bisaura de Ter.

## Geographie
Sant Quirze de Besora liegt etwa 100 Kilometer nordnordöstlich von Barcelona in einer Höhe von ca. 585 m am Río Ter. 

## Demografie
| 1900 | 1930 | 1950 | 1970 | 1981 | 1991 | 2001 | 2011 | 2021 |
| ---- | ---- | ---- | ---- | ---- | ---- | ---- | ---- | ---- |
| 2207 | 3034 | 1886 | 2033 | 2064 | 2028 | 1963 | 2201 | 2145 |

## Sehenswürdigkeiten
- Quiricuskirche (Iglesia de San Quirico) aus dem 18. Jahrhundert
- Kapelle von Montserrat

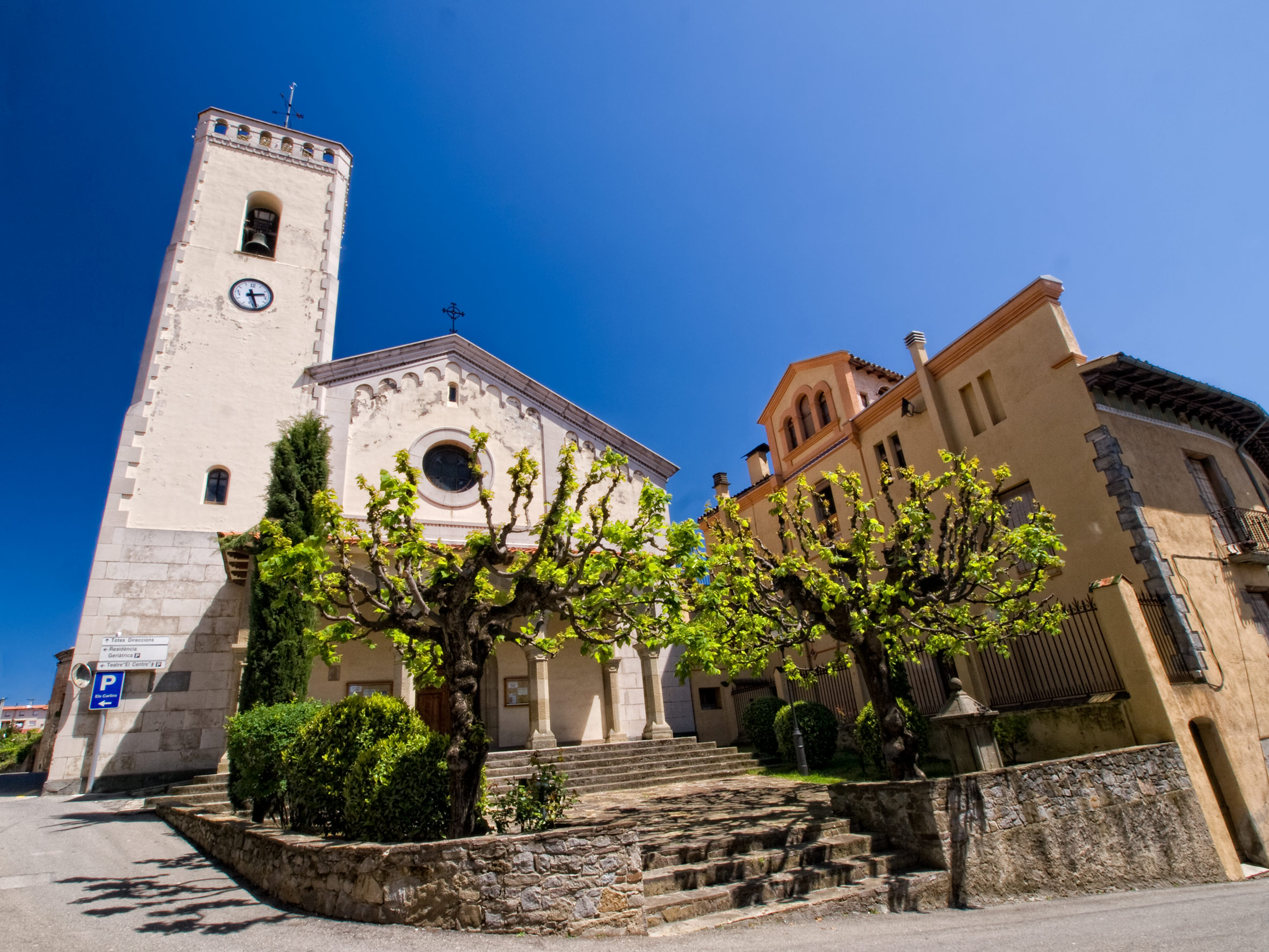
Quiricuskirche